# Songy
Songy – miejscowość i gmina we Francji, w regionie Grand Est, w departamencie Marna.
Według danych na rok 2020 gminę zamieszkiwało 270 osób (o 29 osób mniej niż w 1990 roku), a gęstość zaludnienia wynosiła 18 osób/km².